# Kimi Goetz
Kimi Goetz (ur. 13 sierpnia 1994 w Flemington) – amerykańska łyżwiarka szybka rywalizująca na torach krótkich i długich, dwukrotna medalistka mistrzostwo świata, olimpijka.

## Kariera
Początkowo uprawiała short track. Była bliska kwalifikacji na Zimowe Igrzyska Olimpijskie 2018, jednak podczas amerykańskich kwalifikacji doznała upadku i wstrząsu mózgu, co wykluczyło ją z rywalizacji. W 2019 uznała, że jeździ zbyt zachowawczo, aby osiągać wyższe wyniki w sporcie kontaktowym, jakim jest short track i postanowiła rywalizować na długim torze.

## Wyniki

### Short track

#### Mistrzostwa świata
| Rok  | Gospodarz | 500 m | 1000 m | 1500 m | wielobój |
| ---- | --------- | ----- | ------ | ------ | -------- |
| 2015 | Moskwa    | 24    | 33     | 38     | 32       |
| 2015 | Seul      | 20    | 31     | 30     | 29       |

#### Mistrzostwa świata juniorów
| Rok  | Gospodarz | sztafeta | wielobój |
| ---- | --------- | -------- | -------- |
| 2014 | Erzurum   | 11       | 29       |

### Łyżwiarstwo szybkie

#### Igrzyska olimpijskie
| Rok  | Gospodarz | 500 m | 1000 m |
| ---- | --------- | ----- | ------ |
| 2022 | Pekin     | 18    | 7      |

#### Mistrzostwa świata na dystansach
| Rok  | Gospodarz      | 500 m | 1000 m | 1500 m | bieg masowy | bieg drużynowy |
| ---- | -------------- | ----- | ------ | ------ | ----------- | -------------- |
| 2019 | Inzell         | —     | 15     | —      | 18          | 7              |
| 2020 | Salt Lake City | 5     | 5      | 21     | —           | —              |

#### Mistrzostwa świata w wieloboju
| Rok  | Gospodarz | wielobój |
| ---- | --------- | -------- |
| 2019 | Calgary   | 17       |
| 2020 | Hamar     | 11       |
| 2022 | Hamar     | 5        |